# 戴罗
戴罗（西班牙語：Daireaux，西班牙語發音：[deˈɾo]）是阿根廷布宜诺斯艾利斯省的一座城市，人口10,932（2001年）。该城市以法国人埃米尔·奥诺雷·戴罗和若弗鲁瓦·弗朗索瓦·戴罗两兄弟命名。